# Bräkne-Hoby landskommun
Bräkne-Hoby landskommun var en tidigare kommun i Blekinge län.

## Administrativ historik
När 1862 års kommunalförordningar började gälla inrättades över hela landet cirka 2 400 landskommuner, de flesta bestående av en socken. Därutöver fanns 89 städer och 8 köpingar, som då blev egna kommuner.
Denna kommun bildades i Hoby socken i Bräkne härad i Blekinge, ursprungligen med namnet Hoby. 1886 tillfogades häradsnamnet i särskiljande syfte.
Kommunreformen 1952 påverkade inte Bräkne-Hoby kommun, vilken kvarstod som egen kommun fram till 1967 då den genom sammanläggning förenades med Ronneby stad, som 1971 omvandlades till Ronneby kommun.

### Kyrklig tillhörighet
I kyrkligt hänseende tillhörde kommunen Bräkne-Hoby församling.

## Kommunvapen
Blasonering: I blått fält ett ur båt uppskjutande genombrutet kors med svagt utböjda armar, allt av silver.
Vapnet fastställdes 1959.

## Geografi
Bräkne-Hoby landskommun omfattade den 1 januari 1952 en areal av 181,66 km², varav 172,86 km² land.

### Tätorter i kommunen 1960
I Bräkne-Hoby landskommun fanns tätorten Bräkne-Hoby, som hade 1 364 invånare den 1 november 1960. Tätortsgraden i kommunen var då 36,9 procent.

## Politik

### Mandatfördelning i valen 1938–1962
| 13 | 6 | 2 | 4 |

| 25 |

| 13 | 6 | 2 | 4 |

| 24 |

|  | 11 | 7 | 3 | 3 |

| 23 |

| 14 | 2 | 6 | 5 | 3 |

| 28 |

| 2 | 13 | 5 | 7 | 3 |

| 26 |

| 14 | 7 | 5 | 4 |

| 26 |

| 16 | 6 | 5 | 3 |

| 27 |